# Teriańska Przełęcz Wyżnia
Teriańska Przełęcz Wyżnia (niem. Obere Terianskoscharte, słow. Vyšné terianske sedlo, węg. Felső Terianszkocsorba) – przełęcz w Grani Hrubego w słowackiej części Tatr Wysokich. Przełęcz ta oddziela Zadnią Teriańską Turnię (2381 m) od Zadniej Niewcyrskiej Turni (2362 m). Znajduje się w miejscu, w którym Grań Hrubego, obniżywszy się dość stromo od kopuły szczytowej Hrubego Wierchu, zaczyna biec niemalże poziomo. Od tego momentu przekształca się ona w licznie postrzępiony turniami grzebień. Do Wielkiego Ogrodu spod przełęczy opada urwisko o 300-metrowej wysokości. W dolnej części, mniej więcej w połowie wysokości wcina się w nie żleb.
Nazwę Teriańskiej Przełęczy Wyżniej utworzył Witold Henryk Paryski w 8. tomie przewodnika wspinaczkowego. Pochodzi od Teriańskich Stawów znajdujących się w Niewcyrce.

## Taternictwo
Na jej siodło nie prowadzą żadne znakowane szlaki turystyczne, dla taterników stanowi jeden z najważniejszych punktów dostępowych do Grani Hrubego i najdogodniej dostępna jest od strony doliny Niewcyrki (z Teriańskiej Równi). Obecnie dolina ta jest obszarem ochrony ścisłej z zakazem wstępu.
Pierwszego wejścia turystycznego na Teriańską Przełęcz Wyżnią dokonano 1 września 1906 r., a autorami jego byli Ignacy Król i Eugeniusz Panek.
Drogi wspinaczkowe
1. Od południa, z Teriańskiej Równi; 0+ w skali tatrzańskiej, 30 min
2. Z Wielkiego Ogrodu, na lewo od linii spadku przełęczy; IV, 3 godz.[4]

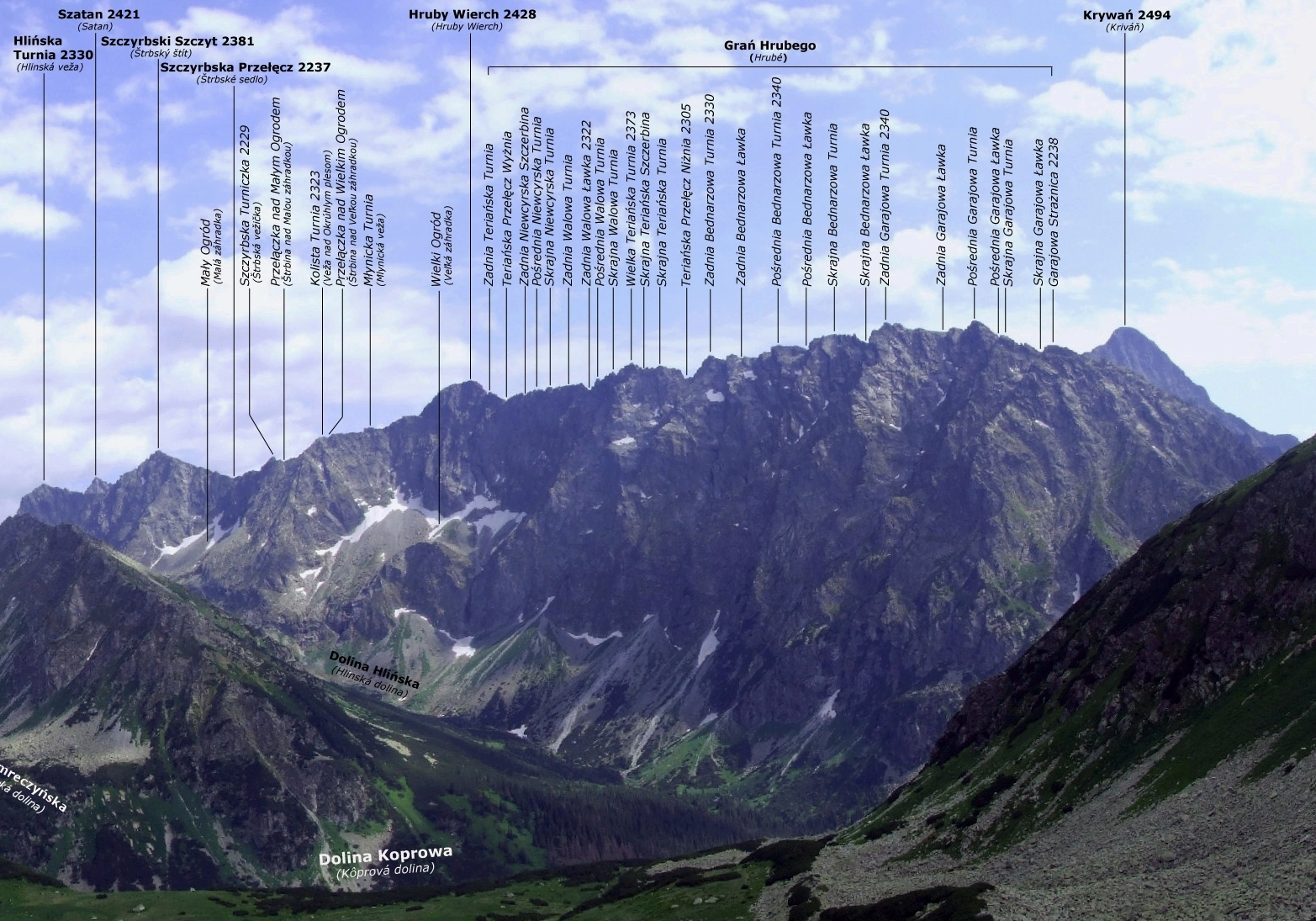
Widok z Zaworów
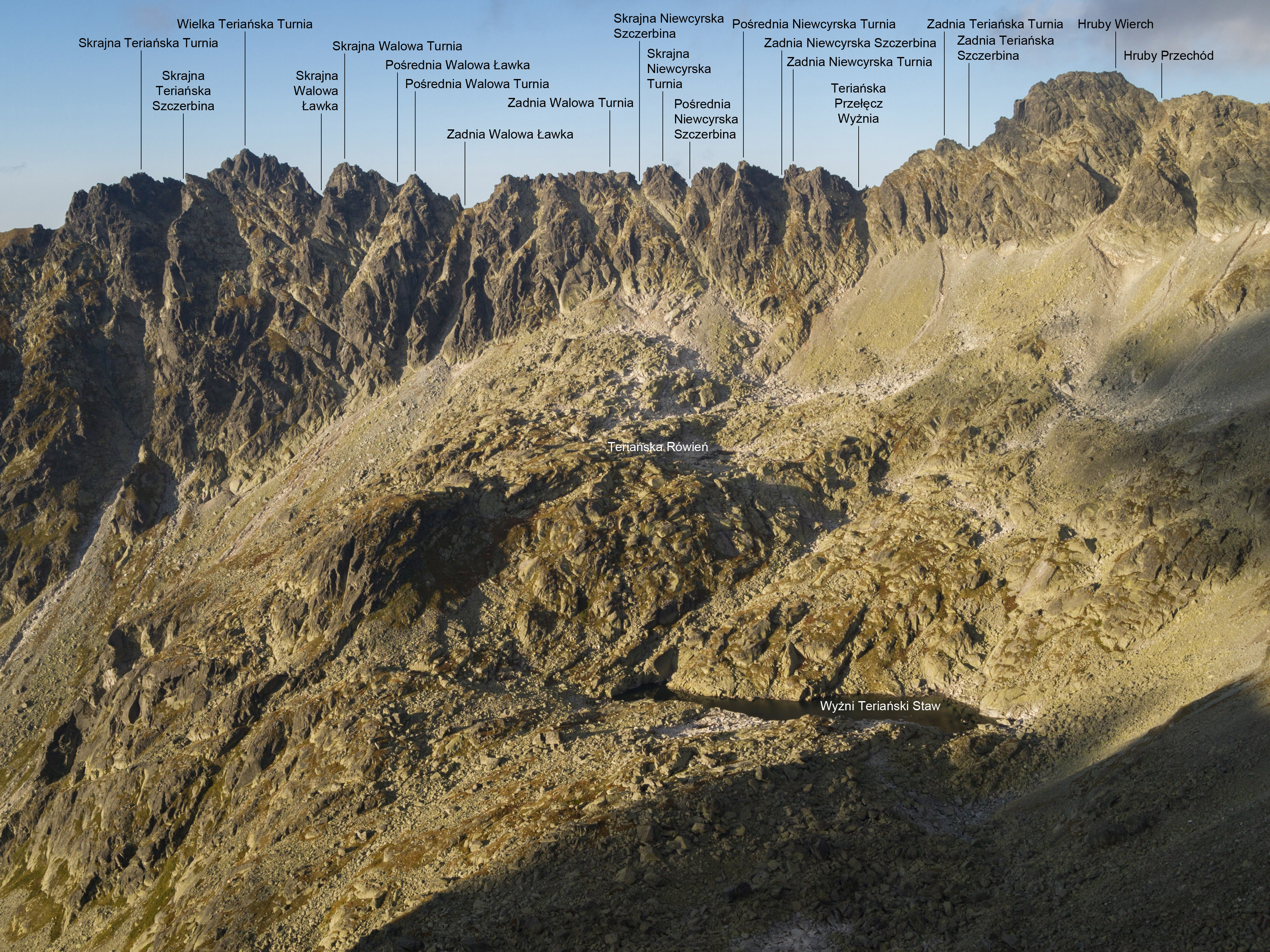
Widok z południowego wschodu